# Міжнародно-правовий статус Держави Палестина

Держава Палестина
Країни (148), які визнали Державу Палестина
Країни (45), які не визнали Державу Палестина

Проголошення Держави Палестина формально відбулося 15 листопада 1988 року в Алжирі на сесії Палестинської національної ради — вищого дорадчого органу Організації визволення Палестини (ОВП) — 253 голоси «за», 46 — «проти» і 10 осіб утрималися від голосування. При цьому, ОВП де-факто не контролювала тієї території, на яку претендувала.
Станом на травень 2024 року Палестинську державу визнали 147 з 193 держав ООН (Ізраїль визнали 165). Палестина не має статусу повноправного члена ООН, оскільки не визнана двома державами-постійними членами Ради Безпеки ООН: (США та Великою Британією, а також більшістю країн Євросоюзу, Японією та деякими іншими).
Серед країн G20 дев'ять (Аргентина, Бразилія, Китай, Індія, Індонезія, Росія, Саудівська Аравія, Південна Африка та Туреччина) визнали Палестину як державу, тоді як десять країн (Австралія, Канада, Франція, Німеччина, Італія, Японія , Південна Корея, Мексика, Велика Британія та США) — ні. Хоча ці країни загалом підтримують певну форму розв'язання конфлікту за принципом двох держав, вони дотримуються позиції, що питання про створення Палестинської держави має бути вирішене лише внаслідок прямих переговорів між Ізраїлем та Палестинською національною адміністрацією (ПНА).
Значні території на Західному березі річки Йордан, а також Східний Єрусалим є предметом суперечки між ізраїльтянами та палестинцями. При цьому Ізраїль має фактичний військовий контроль над значною частиною навіть тих територій, де владу офіційно здійснює ПНА.
29 листопада 2012 року за підсумками голосування в Генеральній Асамблеї ООН (138 голосів «за», 9 — «проти», 41 країна утрималася) Палестині надано статус держави-спостерігача при ООН.

## Історія
15 грудня 1988 року Генеральна Асамблея ООН у своїх резолюціях 43/176 і 43/177, «враховуючи триваючу з 9 грудня 1988 року» палестинську інтифаду та підтвердивши резолюцію 181 (II) від 1947 року про розділ Палестини на дві держави та резолюцію Радбезу ООН 242 1967 року, взяла до відома заяву Виконкому ОВП від 13 грудня 1988 року про проголошення Держави Палестина Національною Радою Палестини, і постановила надалі іменувати делегацію ОВП, що має в ООН статус спостерігача, делегацією «Палестини» «без шкоди для статусу спостерігача та функцій ОВП у системі ООН».
Для повноправного членства в ООН як держави, Палестина повинна пройти процедуру схвалення свого міжнародно-правового визнання — набрати 129 голосів (від 193 держав-членів ООН) тобто, 2/3 голосів, а рішення Генасамблеї приймається за рекомендацією Ради Безпеки ООН.
Ця процедура передбачає прийняття Радою безпеки спеціальної декларації, після чого та передається на розгляд Генеральної Асамблеї, де приймається або відхиляється простою більшістю голосів.
У вересні 2015 року 119 голосами «за» було прийнято резолюцію, яка дозволила Палестині підняти свій прапор у штаб-квартирі ООН на рівні з державами-членами.
18 квітня 2024 року Рада Безпеки ООН не підтримала ідею приєднання Палестини до ООН на правах повноправного члена. Згідно повідомлення агентства Укрінформ з Нью-Йорку, Радбез відхилив проєкт резолюції, який рекомендував Генеральній Асамблеї ООН провести голосування з цього питання. «За» проголосувало — 12 членів Радбезу з 15 (Франція, Китай, Росія, Еквадор, Гаяна, Мозамбік, Сьєрра-Леоне, Алжир, Мальта, Словенія, Японія, Південна Корея), утрималося 2— Велика Британія та Швейцарія, «проти» висловилися Сполучені Штати, які наклали вето на проєкт.
10 травня 2024 року Генеральна Асамблея ООН ухвалила резолюцію, що надає Палестині право на членство в ООН і закликає Раду Безпеки ухвалити відповідне рішення. Відповідно до резолюції, держава Палестина отримала право на членство в ООН відповідно до ст. 4 статуту і мала бути прийнята в члени ООН.

## Процес визнання незалежності
У березні 2002 року Рада Безпеки ООН, посилаючись на свої попередні резолюції, зокрема на резолюції № 242 1967 року та № 338 (1973 року), підтвердила новою резолюцією 1397 (2002), що ООН прагне до створення у регіоні Палестина двох держав, Ізраїль та Палестина, які б жили пліч-о-пліч у межах безпечних та визнаних кордонів. Слід зазначити, що проект цієї резолюції було представлено делегацією США, а постійний представник Ізраїлю при ООН Єгуда Ланкрі висловив задоволення у зв'язку з прийняттям Радою цієї резолюції, особливо відзначивши, що «резолюція жорстко відкидає тероризм та обумовлює необхідність якнайшвидшого встановлення обома сторонами режиму припинення вогню».
У вересні 2010 року, виступаючи на саміті ООН, президент США Б. Обама заявив, якщо вдасться вирішити арабо-ізраїльський конфлікт, «незалежна палестинська держава увійде до складу ООН».
У зв'язку з передбачуваним наміром керівництва ПНА звернутися у вересні 2011 року до ООН з проханням про одностороннє визнання Держави Палестина, десятки ізраїльських юристів закликали Генерального секретаря ООН відхилити її, оскільки таке «визнання повністю йде врозріз як з угодами, підписаними досі між ОВП та Ізраїлем, а також представниками ООН, США, ЄС, Росії, Норвегії, Йорданії та Єгипту, так і з резолюціями 242 (1967) і 338 (1973), прийнятими Радою Безпеки ООН».
23 вересня 2011 року лідер ПНА Махмуд Абас передав генсекретарю ООН Пан Гі Муну офіційну заявку на вступ Держави Палестина в ООН як повноправного члена. Рада Безпеки ООН таке рішення не підтримала, і у вересні 2012 р. керівництво ПНА звернулося до Генеральної Асамблеї ООН з проханням про визнання ПНА «державою-спостерігачем».
29 листопада 2012 року за підсумками голосування у Генеральної Асамблеї ООН (138 голосів «За», 9 — «проти», 41 країна утрималася) «надала Палестині статус держави-спостерігача при Організації Об'єднаних Націй, яка не є її членом, без шкоди для набутих прав, привілеїв і ролі Організації звільнення Палестина в Організації Об'єднаних Націй як представника палестинського народу згідно із відповідними резолюціями та практиці».
Керівники провідних політичних партій Ізраїлю засудили зміст промови М. Аббаса на ГА ООН, назвавши її:
- «обурливою та такою, що спотворює історію» (лідер опозиції Шелі Яхимович),
- «виступ, повний наклеп, лише підтверджує той факт, що поки Абу Мазен стоїть на чолі палестинців, він не принесе своєму народу ніякого прогресу, а використовуватиме його для задоволення особистих інтересів. Абу Мазен накличе на палестинців лише зайві страждання, віддаливши можливість мирного врегулювання» (Міністр закордонних справ Авігдор Ліберман).

Канцелярія прем'єр-міністра Ізраїлю заявила, що «йдеться про безглузді кроки, які не потягнуть за собою ніяких змін».
Раніше прем'єр-міністр Ізраїлю Б. Нетаніягу заявив, що
Палестинську державу не буде створено без визнання палестинцями права Ізраїлю на існування, як єврейської держави, вона не буде створено без отримання Ізраїлем гарантій завершення конфлікту, і її не буде створено без забезпечення повної безпеки нашої країни.
Ряд експертів також вважають, що дане рішення ГА ООН не буде сприяти реальному перетворенню ПНА у державу. Про це ж раніше попереджали керівництво ПНА залучені нею ж експерти у своїй доповіді. Цю доповідь було підготовано під час подачі ПНА прохання про надання їй статусу держави — повноцінного члена ООН у вересні 2011 року: «одностороннє проголошення незалежності через звернення до ООН у вересні швидше нашкодить палестинцям », та інші фахівці.
15 грудня 2011 року незалежність Держави Палестина визнала Ісландія, ставши фактично першою країною Західної Європи, яка зробила такий політичний крок. В 2014 році уряд Швеції першим у Євросоюзі визнав суверенітет Палестини, а парламенти Великої Британії та Франції прийняли резолюції про визнання незалежності Палестини, проте уряди цих країн не проголосували на підтримку незалежності. У серпні 2018 року Колумбія визнала Палестину незалежною державою.
Останнью допоки державою, що визнала суверенітет Палестини, став Сент-Кіттс і Невіс у липні 2019 року.
Станом на 1 січня 2021 року суверенінет Палестини визнали 139 зі 194 незалежних країн світу, зокрема, Ватикан.
22 травня 2024 року Норвегія, Іспанія та Ірландія оголосили про плани визнати Палестину. І 28 травня Іспанія, Норвегія та Ірландія визнали Палестину як державу. 5 червня Словенія і 21 червня Вірменія також визнали Палестину як державу.

## Країни, що визнали незалежність Палестини
Слід також зазначити, що деякі держави (позначені в статті *) заявили про підтримку претензій та право (визнавши кордони) Держави Палестина на встановлення меж 4 червня 1967 року — тобто на Сектор Газа, весь Західний берег річки Йордан і Східний Єрусалим. Напівжирним шрифтом відзначені держави — постійні члени Ради Безпеки ООН. Окремими кольорами відзначені країни, що не визнають державу Ізраїль і не мають або перервали з ним дипломатичні відносини.
| №    | Держава                          | 0Дата визнання        | 0Голосування на ГА ООН 26.11.20120 |
| ---- | -------------------------------- | --------------------- | ---------------------------------- |
| 1.   | Алжир                            | 15 листопада 1988     | За                                 |
| 2.   | Бахрейн                          | 15 листопада 1988     | За                                 |
| 3.   | Індонезія                        | 15 листопада 1988     | За                                 |
| 4.   | Ірак                             | 15 листопада 1988     | За                                 |
| 5.   | Ємен                             | 15 листопада 1988     | За                                 |
| 6.   | Кувейт                           | 15 листопада 1988     | За                                 |
| 7.   | Лівія                            | 15 листопада 1988     | За                                 |
| 8.   | Мавританія                       | 15 листопада 1988     | За                                 |
| 9.   | Малайзія                         | 15 листопада 1988     | За                                 |
| 10.  | Марокко                          | 15 листопада 1988     | За                                 |
| 11.  | Сомалі                           | 15 листопада 1988     | За                                 |
| 12.  | Туніс                            | 15 листопада 1988     | За                                 |
| 13.  | Туреччина                        | 15 листопада 1988     | За                                 |
| 14.  | Афганістан                       | 16 листопада 1988     | За                                 |
| 15.  | Бангладеш                        | 16 листопада 1988     | За                                 |
| 16.  | Замбія                           | 16 листопада 1988     | За                                 |
| 17.  | Йорданія                         | 16 листопада 1988     | За                                 |
| 18.  | Катар                            | 16 листопада 1988     | За                                 |
| 19.  | Куба                             | 16 листопада 1988     | За                                 |
| 20.  | Мадагаскар                       | 16 листопада 1988     | Відсутн.                           |
| 21.  | Мальта Європейський Союз         | 16 листопада 1988     | За                                 |
| 22.  | Нікарагуа                        | 16 листопада 1988     | За                                 |
| 23.  | ОАЕ                              | 16 листопада 1988     | За                                 |
| 24.  | Пакистан                         | 16 листопада 1988     | За                                 |
| 25.  | Саудівська Аравія                | 16 листопада 1988     | За                                 |
| 26.  | Сербія                           | 16 листопада 1988     | За                                 |
| 27.  | Албанія                          | 17 листопада 1988     | Утрим.                             |
| 28.  | Бруней                           | 17 листопада 1988     | За                                 |
| 29.  | Джибуті                          | 17 листопада 1988     | За                                 |
| 30.  | Маврикій                         | 17 листопада 1988     | За                                 |
| 31.  | Судан                            | 17 листопада 1988     | За                                 |
| 32.  | Гамбія                           | 18 листопада 1988     | За                                 |
| 33.  | Єгипет                           | 18 листопада 1988     | За                                 |
| 34.  | Індія                            | 18 листопада 1988     | За                                 |
| 35.  | Кіпр* Європейський Союз          | 18 листопада 1988     | За                                 |
| 36.  | Нігерія                          | 18 листопада 1988     | За                                 |
| 37.  | Сейшельські Острови              | 18 листопада 1988     | За                                 |
| 38.  | Словаччина Європейський Союз     | 18 листопада 1988     | Утрим.                             |
| 39.  | Чехія Європейський Союз          | 18 листопада 1988     | Проти                              |
| 40.  | Шрі-Ланка                        | 18 листопада 1988     | За                                 |
| 41.  | Білорусь                         | 19 листопада 1988     | За                                 |
| 42.  | В'єтнам                          | 19 листопада 1988     | За                                 |
| 43.  | Гвінея                           | 19 листопада 1988     | За                                 |
| 44.  | Намібія                          | 19 листопада 1988     | За                                 |
| 45.  | Росія                            | 19 листопада 1988     | За                                 |
| 46.  | Україна                          | 19 листопада 1988     | Відсутн.                           |
| 47.  | КНР                              | 20 листопада 1988     | За                                 |
| 48.  | Буркіна-Фасо                     | 21 листопада 1988     | За                                 |
| 49.  | Гвінея-Бісау                     | 21 листопада 1988     | За                                 |
| 50.  | Камбоджа                         | 21 листопада 1988     | За                                 |
| 51.  | Коморські Острови                | 21 листопада 1988     | За                                 |
| 52.  | Малі                             | 21 листопада 1988     | За                                 |
| 53.  | Монголія                         | 22 листопада 1988     | Утрим.                             |
| 54.  | Сенегал                          | 22 листопада 1988     | За                                 |
| 55.  | Угорщина Європейський Союз       | 23 листопада 1988     | Утрим.                             |
| 56.  | Кабо-Верде                       | 24 листопада 1988     | За                                 |
| 57.  | Північна Корея                   | 24 листопада 1988     | За                                 |
| 58.  | Нігер                            | 24 листопада 1988     | За                                 |
| 59.  | Румунія Європейський Союз        | 24 листопада 1988     | Утрим.                             |
| 60.  | Танзанія                         | 24 листопада 1988     | За                                 |
| 61.  | Болгарія Європейський Союз       | 25 листопада 1988     | Утрим.                             |
| 62.  | Мальдіви                         | 28 листопада 1988     | За                                 |
| 63.  | Гана                             | 29 листопада 1988     | За                                 |
| 64.  | Зімбабве                         | 29 листопада 1988     | За                                 |
| 65.  | Того                             | 29 листопада 1988     | Утрим.                             |
| 66.  | Чад                              | 1 грудня 1988         | За                                 |
| 67.  | Лаос                             | 2 грудня 1988         | За                                 |
| 68.  | Сьєрра-Леоне                     | 3 грудня 1988         | За                                 |
| 69.  | Уганда                           | 3 грудня 1988         | За                                 |
| 70.  | Республіка Конго                 | 5 грудня 1988         | За                                 |
| 71.  | Ангола                           | 6 грудня 1988         | За                                 |
| 72.  | Мозамбік                         | 8 грудня 1988         | За                                 |
| 73.  | ДР Конго                         | 10 грудня 1988        | Утрим.                             |
| 74.  | Сан-Томе і Принсіпі              | 10 грудня 1988        | За                                 |
| 75.  | Габон                            | 12 грудня 1988        | За                                 |
| 76.  | Оман                             | 13 грудня 1988        | За                                 |
| 77.  | Польща Європейський Союз         | 14 грудня 1988        | Утрим.                             |
| 78.  | Ботсвана                         | 19 грудня 1988        | За                                 |
| 79.  | Непал                            | 19 грудня 1988        | За                                 |
| 80.  | Бурунді                          | 22 грудня 1988        | За                                 |
| 81.  | Центральноафриканська Республіка | 23 грудня 1988        | За                                 |
| 82.  | Бутан                            | 25 грудня 1988        | За                                 |
| 83.  | Бенін                            | 1988 чи 1989          | За                                 |
| 84.  | Кенія                            | 1988 чи 1989          | За                                 |
| 85.  | Екваторіальна Гвінея             | 1988 чи 1989          | Відсутн.                           |
| 86.  | Руанда                           | 2 січня 1989          | Утрим.                             |
| 87.  | Іран                             | 4 лютого 1989         | За                                 |
| 88.  | Ефіопія                          | 4 лютого 1989         | За                                 |
| 89.  | Вануату                          | 21 серпня 1989        | Утрим.                             |
| 90.  | Філіппіни                        | в вересні 1989        | За                                 |
| 91.  | Есватіні*                        | липень 1991 чи раніше | За                                 |
| 92.  | Туркменістан                     | 17 квітня 1992        | За                                 |
| 93.  | Казахстан                        | 6 квітня 1992         | За                                 |
| 94.  | Азербайджан                      | 15 квітня 1992        | За                                 |
| 95.  | Грузія                           | 25 квітня 1992        | За                                 |
| 96.  | Таджикистан                      | 6 березня 1992        | За                                 |
| 97.  | Боснія і Герцеговина             | 27 травня 1992        | Утрим.                             |
| 98.  | Узбекистан                       | 25 вересня 1994       | За                                 |
| 99.  | ПАР                              | 15 лютого 1995        | За                                 |
| 100. | Киргизстан                       | 12 вересня 1995       | За                                 |
| 101. | Малаві*                          | 23 листопада 1998     | Утрим.                             |
| 102. | Східний Тимор                    | 1 березня 2004        | За                                 |
| 103. | Папуа Нова Гвінея                | 4 жовтня 2004         | Утрим.                             |
| 104. | Чорногорія                       | 24 липня 2006         | Утрим.                             |
| 105. | Коста-Рика                       | 5 лютого 2008         | За                                 |
| 106. | Ліван                            | 28 листопада 2008     | За                                 |
| 107. | Кот-д'Івуар                      | 1 грудня 2008         | За                                 |
| 108. | Венесуела                        | 28 квітня 2009        | За                                 |
| 109. | Домініканська Республіка         | 14 липня 2009         | За                                 |
| 110. | Бразилія*                        | 1 грудня 2010         | За                                 |
| 111. | Аргентина*                       | 7 грудня 2010         | За                                 |
| 112. | Болівія*                         | 18 грудня 2010        | За                                 |
| 113. | Еквадор*                         | 24 грудня 2010        | За                                 |
| 114. | Чилі                             | 7 січня 2011          | За                                 |
| 115. | Гаяна*                           | 13 січня 2011         | За                                 |
| 116. | Перу                             | 24 січня 2011         | За                                 |
| 117. | Парагвай*                        | 28 січня 2011         | Утрим.                             |
| 118. | Суринам*                         | 1 лютого 2011         | За                                 |
| 119. | Уругвай                          | 15 березня 2011       | За                                 |
| 120. | Лесото*                          | 6 червня 2011         | За                                 |
| 121. | Південний Судан                  | 14 липня 2011         | За                                 |
| 122. | Ліберія                          | 15 липня 2011         | Відсутн.                           |
| 123. | Сирія*                           | 18 липня 2011         | За                                 |
| 124. | Сальвадор                        | 25 серпня 2011        | За                                 |
| 125. | Гондурас*                        | 26 серпня 2011        | За                                 |
| 126. | Сент-Вінсент і Гренадини*        | 30 серпня 2011        | За                                 |
| 127. | Беліз*                           | 9 вересня 2011        | За                                 |
| 128. | Домініка                         | 14 вересня 2011       | За                                 |
| 129. | Антигуа і Барбуда*               | 22 вересня 2011       | За                                 |
| 130. | Гренада                          | 25 вересня 2011       | За                                 |
| 131. | Ісландія*                        | 15 грудня 2011        | За                                 |
| 132. | Таїланд*                         | 18 січня 2012         | За                                 |
| 133. | Гватемала                        | 8 квітня 2013         | Утрим.                             |
| 134. | Гаїті                            | 27 вересня 2013       | Утрим.                             |
| 135. | Швеція Європейський Союз         | 30 жовтня 2014        | За                                 |
| 136. | Ватикан                          | 13 травня 2015        | Не є членом ООН                    |
| 137. | Сент-Люсія                       | 14 вересня 2015       | За                                 |
| 138. | Колумбія                         | 3 серпня 2018         | Утрим.                             |
| 139. | Сент-Кіттс і Невіс               | 30 липня 2019         | За                                 |
| 140  | Барбадос*                        | 19 квітня 2024        | Утрим.                             |
| 141  | Ямайка                           | 22 квітня 2024        | За                                 |
| 142  | Тринідад і Тобаго                | 2 травня 2024         | За                                 |
| 143  | Багамські Острови                | 7 травня 2024         | Утрим.                             |
| 144  | Ірландія                         | 28 травня 2024        | За                                 |
| 145  | Іспанія                          | 28 травня 2024        | За                                 |
| 146  | Норвегія                         | 28 травня 2024        | За                                 |
| 147  | Словенія                         | 5 червня 2024         | Утрим.                             |
| 148  | Вірменія                         | 21 червня 2024        | За                                 |

## Країни, що не визнали незалежність Палестини
На 22 червня 2024 року 45 незалежних країн не визнали Палестину суверенною. 15 країн є членами Євросоюзу, 13 — Співдружності націй, 8 входять до Великої двадцятки (і ЄС, як колективний член G-20, не підтримує незалежність Палестинської держави), три держави є членами Ради Безпеки ООН: Франція, Велика Британія та США. Усі країни великої сімки не визнали суверенітет Палестини.
| №  | Країна-член ООН              | Позиція | Членство або співдружність                    |
| -- | ---------------------------- | ------- | --------------------------------------------- |
| 1  | Австралія                    |         | Співдружність націй, країна великої двадцятки |
| 2  | Австрія                      |         | Європейський Союз                             |
| 3  | Андорра                      |         |                                               |
| 4  | Бельгія                      |         | Європейський Союз                             |
| 5  | Велика Британія              |         | Співдружність націй, країна великої двадцятки |
| 6  | Греція                       |         | Європейський Союз                             |
| 7  | Данія                        |         | Європейський Союз                             |
| 8  | Еритрея                      |         |                                               |
| 9  | Естонія                      |         | Європейський Союз                             |
| 10 | Ізраїль                      |         |                                               |
| 11 | Італія                       |         | Європейський Союз, країна великої двадцятки   |
| 12 | Камерун                      |         | Співдружність націй                           |
| 13 | Канада                       |         | Співдружність націй, країна великої двадцятки |
| 14 | Кірибаті                     |         | Співдружність націй                           |
| 15 | Латвія                       |         | Європейський Союз                             |
| 16 | Ліхтенштейн                  |         |                                               |
| 17 | Литва                        |         | Європейський Союз                             |
| 18 | Люксембург                   |         | Європейський Союз                             |
| 19 | М'янма                       |         |                                               |
| 20 | Маршаллові Острови           |         |                                               |
| 21 | Молдова                      |         |                                               |
| 22 | Монако                       |         |                                               |
| 23 | Науру                        |         | Співдружність націй                           |
| 24 | Нідерланди                   |         | Європейський Союз                             |
| 25 | Німеччина                    |         | Європейський Союз                             |
| 26 | Нова Зеландія                |         | Співдружність націй                           |
| 27 | Палау                        |         |                                               |
| 28 | Панама                       |         |                                               |
| 29 | Південна Корея               |         | Країна великої двадцятки                      |
| 30 | Північна Македонія           |         |                                               |
| 31 | Португалія                   |         | Європейський Союз                             |
| 32 | Самоа                        |         | Співдружність націй                           |
| 33 | Сан-Марино                   |         |                                               |
| 34 | Сінгапур                     |         | Співдружність націй                           |
| 35 | Соломонові Острови           |         | Співдружність націй                           |
| 36 | США                          |         | Країна великої двадцятки                      |
| 37 | Тонга                        |         | Співдружність націй                           |
| 38 | Тувалу                       |         | Співдружність націй                           |
| 39 | Федеративні Штати Мікронезії |         |                                               |
| 40 | Фіджі                        |         | Співдружність націй                           |
| 41 | Фінляндія                    |         | Європейський Союз                             |
| 42 | Франція                      |         | Європейський Союз, країна великої двадцятки   |
| 43 | Хорватія                     |         | Європейський Союз                             |
| 44 | Швейцарія                    |         |                                               |
| 45 | Японія                       |         | Країна великої двадцятки                      |

## Міжнародні відносини
Держава Палестина офіційно визнана більшістю держав-членів ООН та входить до складу Ліги Арабських Держав, але не має статусу повноправного члена ООН, оскільки не визнана двома державами-постійними членами Ради Безпеки ООН: (США та Великою Британією, а також більшістю країн Євросоюзу, Японією та деякими іншими).
31 жовтня 2011 року Держава Палестина була прийнята до ЮНЕСКО.
Починаючи з Літніх Олімпійських ігор 1996 року Міжнародний олімпійський комітет визнав відокремлений Палестинський Олімпійський Комітет, що представляє Палестинську національну адміністрацію (ПНА) у міжнародному олімпійському русі. З 1998 року, міжнародна футбольна федерація (ФІФА) визнала Палестинську національну футбольну команду. 26 жовтня 2008 року Палестина зіграла свій перший матч у себе вдома з рахунком 1—1 проти Йорданії на Західному березі річки Йордан.